# Pentacalia moaensis
Pentacalia moaensis là một loài thực vật có hoa trong họ Cúc. Loài này được (Alain) Borhidi mô tả khoa học đầu tiên năm 1992.